# Marko Hyytiäinen
Marko Hyytiäinen (ur. 27 listopada 1966 w Lahti) – fiński lekkoatleta, który specjalizował się w rzucie oszczepem.
Brązowy medalista letniej uniwersjady, która w roku 1989 odbyła się w niemieckim Duisburgu. Podczas tych zawodów uzyskał rezultat 81,52. W 1990 roku brał udział w rozgrywanych w jugosłowiańskim Splicie mistrzostwach Europy. Z wynikiem 75,18 zajął 10. miejsce w swojej grupie eliminacyjnej i nie wywalczył awansu do konkursu finałowego. Nigdy nie udało mu się wywalczyć mistrzostwa Finlandii. Rekord życiowy: 83,40 (11 czerwca 1990, Heinola).

## Progresja wyników
| Rok  | Wynik | Data        | Miejsce      |
| ---- | ----- | ----------- | ------------ |
| 1985 | 79,76 | 17 sierpnia | Lahti        |
| 1987 | 76,68 | 6 czerwca   | Kuortane     |
| 1989 | 81,52 | 28 sierpnia | Duisburg     |
| 1990 | 83,40 | 11 czerwca  | Heinola      |
| 1991 | 82,16 | 30 czerwca  | Lapua        |
| 1992 | 78,44 | 20 września | Helsinki     |
| 1993 | 76,44 | 10 sierpnia | Vantaa       |
| 1994 | 76,46 | 18 czerwca  | Elimäki      |
| 1995 | 78,18 | 30 czerwca  | Porvoo       |
| 1996 | 76,20 | 31 lipca    | Helsinki     |
| 1997 | 77,88 | 19 lipca    | Lappeenranta |
| 1998 | 76,26 | 25 sierpnia | Mäntsälä     |
| 1999 | 80,03 | 8 sierpnia  | Seinäjoki    |
| 2003 | 78,08 | 21 września | Helsinki     |